# Alfonso Merry del Val
Alfonso Merry del Val y Zulueta, I marqués de Merry del Val (Londres, 20 de abril de 1864 - San Sebastián, 27 de mayo de 1943) fue un diplomático español.

## Biografía
Nació en Londres el 20 de abril de 1864, en el n.º 59 de Queen Anne Street (Marylebone). Descendiente de una familia irlandesa noble, oriunda del condado de Waterford y afincada en Sevilla en el siglo XVIII, era hijo de Rafael Carlos Merry del Val (1831-1917), natural de Sevilla, y de Sofía Josefa de Zulueta y Wilcox, nacida en Londres, que casaron en Madrid en 1863; nieto paterno de Rafael Merry y Gayte y de María de la Trinidad del Val Gómez, oriunda de Aragón, y materno del banquero y senador español Pedro José de Zulueta y Madariaga, II conde de Torre Díaz, natural de Cádiz y oriundo de Álava, y de la británica Sofía Wilcox van der Gutch, nacida en Northampton y de ascendencia escocesa y neerlandesa.
Su padre, diplomático de carrera, fue embajador de España en Bélgica y ante la Santa Sede y ministro plenipotenciario en la corte imperial de Viena, académico de número de la Real de Jurisprudencia y Legislación, caballero de la Orden de Malta, grandes cruces de las de Carlos III, Isabel la Católica, San Esteban de Hungría y San Gregorio Magno, y gentilhombre de Cámara de los reyes Isabel II, Alfonso XII y Alfonso XIII.
Tuvo por hermanos al cardenal Rafael Merry del Val (1865-1930), secretario de Estado de la Santa Sede con el papa san Pío X, a Pedro (1867-1958), ingeniero, a María Ana (1868-1934) y a Domingo Merry del Val (1870-1935), también diplomático. Todos nacieron en Londres, donde sus padres residieron de 1859 a 1875: durante nueve años por el destino diplomático del marido, y desde 1868 como exilados.
Estudió en diversos colegios jesuitas: primero en Bournemouth, después en el recién fundado Beaumont College, ambos en Inglaterra; y cuando su familia se trasladó a Bélgica, en los de Namur y Bruselas. En 1880 ingresó en la Universidad Católica de Lovaina, donde cursó Derecho, Filosofía y Letras y Ciencias Políticas (especialidad en diplomacia), egresando como doctor en 1884.
En 1882 ingresó en la carrera diplomática, y el primer destino que tuvo fue en Bruselas como agregado a la embajada de la que su padre era titular.
En los primeros años del siglo XX fue profesor de inglés del joven rey Alfonso XIII y agregado a su Secretaría particular. Desde entonces y durante toda su vida, gozó de la confianza y favor del monarca.
En 1908 fue nombrado ministro plenipotenciario en Tánger con el difícil encargo de solucionar los conflictos  provocados por las actividades de la Compañía Española de Minas del Rif y las pretensiones de independencia del sultán Mulay Hafid. El fracaso de su misión y el consiguiente estallido de la guerra de Melilla en 1909 acarreó gran inestabilidad a la política española. Tras los sucesos de la Semana Trágica de Barcelona cayó el gobierno de Antonio Maura, y Merry del Val fue sustituido por el marqués de Villasinda.
Fue destinado nuevamente a Bruselas, en donde permaneció hasta que en abril de 1913 fue designado embajador en el Reino Unido en sustitución del marqués de Villaurrutia. Su tendencia anglófila y su familiaridad con la lengua, cultura y alta sociedad británicas le facilitaron mucho su misión en la corte de Jorge V, marcada por las buenas relaciones entre ambas monarquías. Tras la independencia de Irlanda en 1922, negoció el establecimiento de relaciones diplomáticas entre España y el nuevo estado. Permaneció en Londres hasta que dimitió en 1931, a raíz de la proclamación de la Segunda República. Le sustituyó el escritor Ramón Pérez de Ayala, entonces favorable al nuevo régimen.
En 1936, al estallar la Guerra Civil, abandonó España regresando a Londres. En 1938 negoció con las autoridades británicas el reconocimiento del Gobierno de Burgos, actuando junto con el duque de Alba como representante oficioso del general Franco.
El rey Alfonso XIII le nombró su gentilhombre de cámara con ejercicio (1901), le condecoró con las grandes cruces de Isabel la Católica (1911), del Mérito Naval (1916) y de Carlos III (comendador en 1907, gran cruz en 1919) y finalmente le creó marqués de Merry del Val (1925). Fue además caballero de la Orden de Nuestra Señora de la Concepción de Villaviciosa por merced del rey Manuel II de Portugal, académico correspondiente de la Real de la Historia y doctor honoris causa por las universidades de Oxford y Cambridge.
Falleció el 27 de mayo de 1943 en San Sebastián.
En 1901 casó en Bilbao con María de Alzola y González de Castejón, natural de dicha villa, hija de Pablo de Alzola y Minondo y de María de las Mercedes González de Castejón y Torre. De este matrimonio nacieron dos hijos: Alfonso, II marqués de Merry del Val y también diplomático, y Pablo Merry del Val y Alzola, conde consorte del Valle de San Juan.

## Publicaciones
- The conflict in Spain: Communistic mis-statements refuted (Londres: Catholic Truth Society, 1937).
- Spanish Basques and Separatism (Londres: Burns-Oates, 1939).
- «To Shakespeare from a Spaniard», en I. Gollancz (dir.), A book of homage to Shakespeare (Londres, Oxford University Press, 1916), pp. 435-436.
- «The Spanish zones in Morocco», en The Geographical Journal, vol. 55 (1920), n.º 5 (mayo), pp. 319-349, y n.º 6 (junio), pp. 409-419.
- «Enterramiento de la Reina de Inglaterra Doña Catalina de Aragón, mujer de Enrique VIII, en la catedral de Peterborough», en Boletín de la Real Academia de la Historia, vol. LXXXV (1924), pp. 17-23.